# Gauge (calibre)
- 26G × 1⁄2″ (0,45 × 12 mm) (marró)
- 25G × 5⁄8″ (0,5 × 16 mm) (taronja)
- 22G × 1 1⁄4″ (0,7 × 30 mm) (negre)
- 21G × 1 1⁄2″ (0,8 × 40 mm) (verd)
- 20G × 1 1⁄2″ (0,9 × 40 mm) (groc)
- 19G × 1 1⁄2″ (1,1 × 40 mm) (crema)

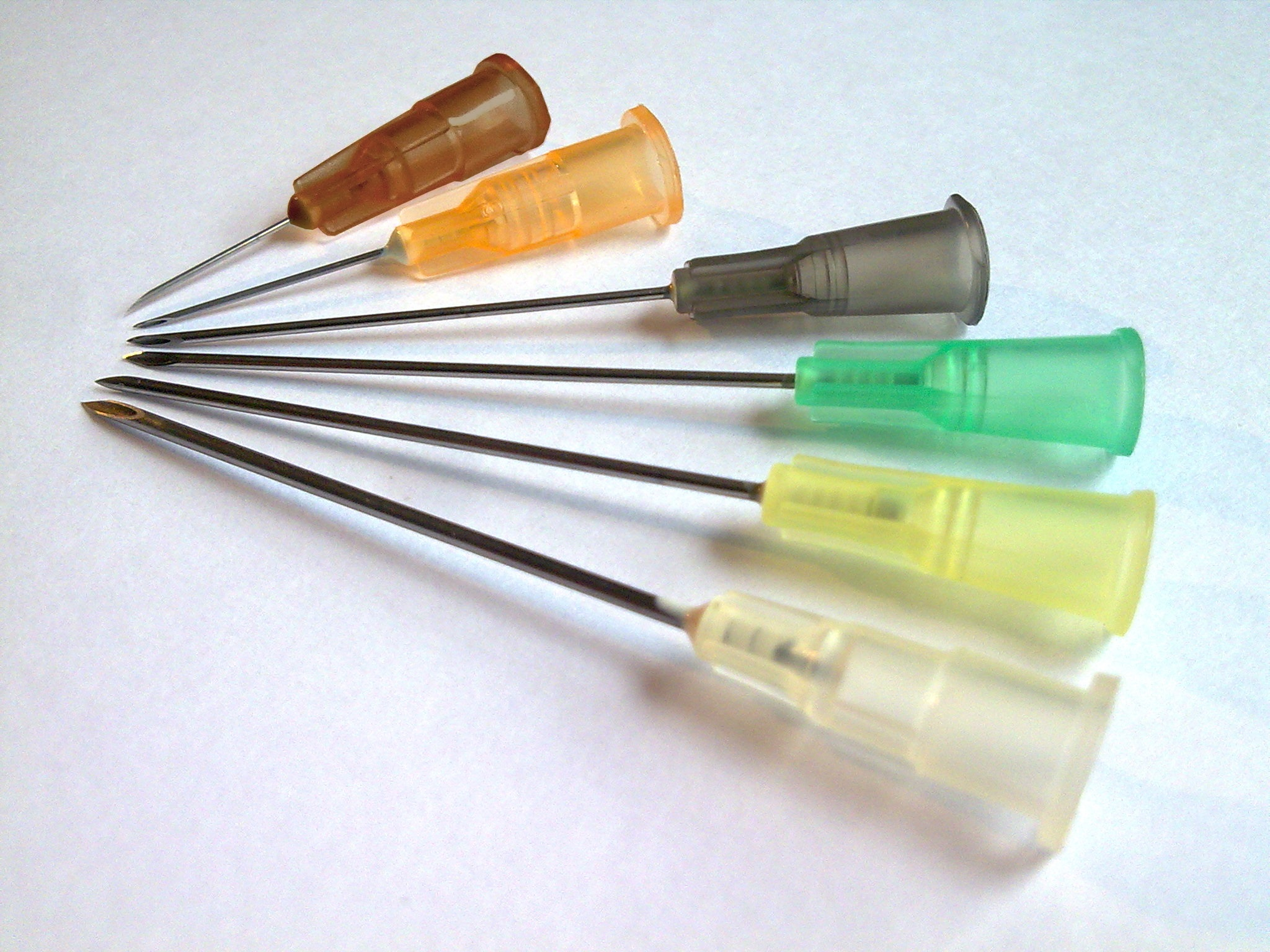
Sis agulles hipodèrmiques amb connectors Luer. Aquestes agulles normalment s'utilitzen amb altres dispositius mèdics, com ara una xeringa.
- 26G × 1⁄2″ (0,45 × 12 mm) (marró)
- 25G × 5⁄8″ (0,5 × 16 mm) (taronja)
- 22G × 1 1⁄4″ (0,7 × 30 mm) (negre)
- 21G × 1 1⁄2″ (0,8 × 40 mm) (verd)
- 20G × 1 1⁄2″ (0,9 × 40 mm) (groc)
- 19G × 1 1⁄2″ (1,1 × 40 mm) (crema)

El gauge és una mesura aplicada principalment a les agulles hipodèrmiques, que venen codificades amb un color i un número, el diàmetre interior és indicat en número de Gauge (correspon al nombre de catèters que entren en un cm²).
La definició de gauge varia segons si es mesura el diàmetre d'un cilindre o el diàmetre interior d'una agulla hipodèrmica.
Els números de Gauge de les agulles deriva del Birmingham Wire Gauge. #1 = 18½ B.W.G.; #2 = 19 B.W.G., etcètera a #14 = 31 B.W.G.

## Mides

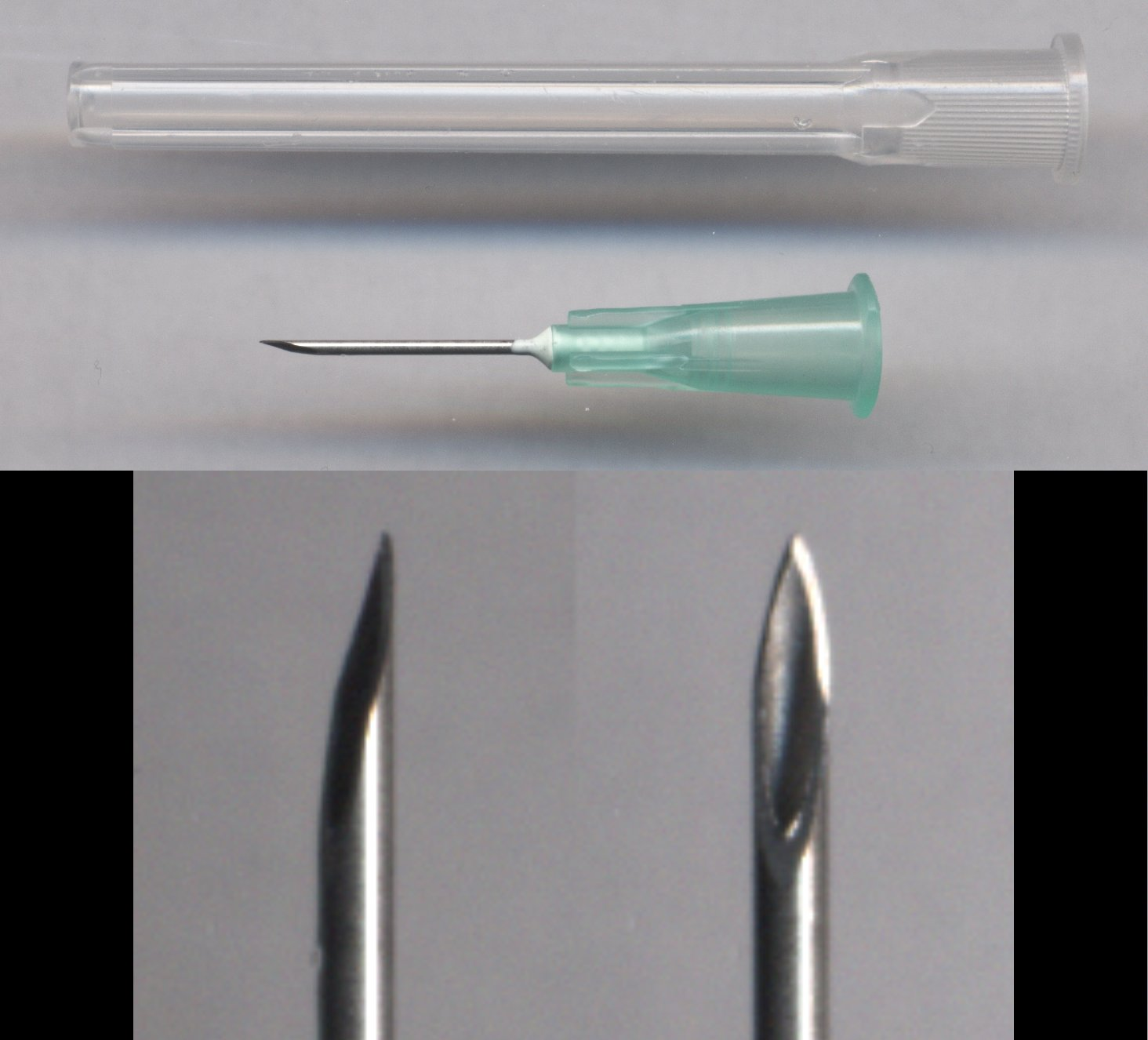
Agulla hipodèrmica

Les agulles hipodèrmiques estan disponibles en una ampla gama de diàmetres exteriors que es descriuen per números de gauge. Els números de gauge més petits indiquen diàmetres exteriors més grans. El diàmetre interior depèn en ambdós factors número de gauge i gruix de paret. El gràfic següent mostra diàmetre interior nominal i gruix de paret per agulles de paret regular. Les agulles de paret prima (no mostrat) tenen diàmetres exteriors idèntics però diàmetres interiors més grans per un gauge donat.
| Agulla | Diàmetre exterior nominal | Diàmetre exterior nominal | Diàmetre exterior nominal | Diàmetre interior nominal | Diàmetre interior nominal | Diàmetre interior nominal | Gruix de paret nominal | Gruix de paret nominal | Gruix de paret nominal |
| Gauge  | Polzades                  | mm                        | tol. Polzades (mm)        | Polzades                  | mm                        | tol. Polzades (mm)        | Polzades               | mm                     | tol. Polzades (mm)     |
| 7      | 0.180                     | 4.572                     | ±0.001 (±0.025)           | 0.150                     | 3.810                     | ±0.003 (±0.076)           | 0.015                  | 0.381                  | ±0.001 (±0.025)        |
| 8      | 0.165                     | 4.191                     | ±0.001 (±0.025)           | 0.135                     | 3.429                     | ±0.003 (±0.076)           | 0.015                  | 0.381                  | ±0.001 (±0.025)        |
| 9      | 0.148                     | 3.759                     | ±0.001 (±0.025)           | 0.118                     | 2.997                     | ±0.003 (±0.076)           | 0.015                  | 0.381                  | ±0.001 (±0.025)        |
| 10     | 0.134                     | 3.404                     | ±0.001 (±0.025)           | 0.106                     | 2.692                     | ±0.003 (±0.076)           | 0.014                  | 0.356                  | ±0.001 (±0.025)        |
| 11     | 0.120                     | 3.048                     | ±0.001 (±0.025)           | 0.094                     | 2.388                     | ±0.003 (±0.076)           | 0.013                  | 0.330                  | ±0.001 (±0.025)        |
| 12     | 0.109                     | 2.769                     | ±0.001 (±0.025)           | 0.085                     | 2.159                     | ±0.003 (±0.076)           | 0.012                  | 0.305                  | ±0.001 (±0.025)        |
| 13     | 0.095                     | 2.413                     | ±0.001 (±0.025)           | 0.071                     | 1.803                     | ±0.003 (±0.076)           | 0.012                  | 0.305                  | ±0.001 (±0.025)        |
| 14     | 0.083                     | 2.108                     | ±0.001 (±0.025)           | 0.063                     | 1.600                     | ±0.003 (±0.076)           | 0.01                   | 0.254                  | ±0.001 (±0.025)        |
| 15     | 0.072                     | 1.829                     | ±0.0005 (±0.013)          | 0.054                     | 1.372                     | ±0.0015 (±0.038)          | 0.009                  | 0.229                  | ±0.0005 (±0.013)       |
| 16     | 0.065                     | 1.651                     | ±0.0005 (±0.013)          | 0.047                     | 1.194                     | ±0.0015 (±0.038)          | 0.009                  | 0.229                  | ±0.0005 (±0.013)       |
| 17     | 0.058                     | 1.473                     | ±0.0005 (±0.013)          | 0.042                     | 1.067                     | ±0.0015 (±0.038)          | 0.008                  | 0.203                  | ±0.0005 (±0.013)       |
| 18     | 0.050                     | 1.270                     | ±0.0005 (±0.013)          | 0.033                     | 0.838                     | ±0.0015 (±0.038)          | 0.0085                 | 0.216                  | ±0.0005 (±0.013)       |
| 19     | 0.042                     | 1.067                     | ±0.0005 (±0.013)          | 0.027                     | 0.686                     | ±0.0015 (±0.038)          | 0.0075                 | 0.191                  | ±0.0005 (±0.013)       |
| 20     | 0.03575                   | 0.9081                    | ±0.00025 (±0.0064)        | 0.02375                   | 0.603                     | ±0.00075 (±0.019)         | 0.006                  | 0.1524                 | ±0.00025 (±0.0064)     |
| 21     | 0.03225                   | 0.8192                    | ±0.00025 (±0.0064)        | 0.02025                   | 0.514                     | ±0.00075 (±0.019)         | 0.006                  | 0.1524                 | ±0.00025 (±0.0064)     |
| 22     | 0.02825                   | 0.7176                    | ±0.00025 (±0.0064)        | 0.01625                   | 0.413                     | ±0.00075 (±0.019)         | 0.006                  | 0.1524                 | ±0.00025 (±0.0064)     |
| 22s    | 0.02825                   | 0.7176                    | ±0.00025 (±0.0064)        | 0.006                     | 0.152                     | ±0.00075 (±0.019)         | 0.0111                 | 0.2826                 | ±0.00025 (±0.0064)     |
| 23     | 0.02525                   | 0.6414                    | ±0.00025 (±0.0064)        | 0.01325                   | 0.337                     | ±0.00075 (±0.019)         | 0.006                  | 0.1524                 | ±0.00025 (±0.0064)     |
| 24     | 0.02225                   | 0.5652                    | ±0.00025 (±0.0064)        | 0.01225                   | 0.311                     | ±0.00075 (±0.019)         | 0.005                  | 0.1270                 | ±0.00025 (±0.0064)     |
| 25     | 0.02025                   | 0.5144                    | ±0.00025 (±0.0064)        | 0.01025                   | 0.260                     | ±0.00075 (±0.019)         | 0.005                  | 0.1270                 | ±0.00025 (±0.0064)     |
| 26     | 0.01825                   | 0.4636                    | ±0.00025 (±0.0064)        | 0.01025                   | 0.260                     | ±0.00075 (±0.019)         | 0.004                  | 0.1016                 | ±0.00025 (±0.0064)     |
| 26s    | 0.01865                   | 0.4737                    | ±0.00025 (±0.0064)        | 0.005                     | 0.127                     | ±0.00075 (±0.019)         | 0.0068                 | 0.1734                 | ±0.00025 (±0.0064)     |
| 27     | 0.01625                   | 0.4128                    | ±0.00025 (±0.0064)        | 0.00825                   | 0.210                     | ±0.00075 (±0.019)         | 0.004                  | 0.1016                 | ±0.00025 (±0.0064)     |
| 28     | 0.01425                   | 0.3620                    | ±0.00025 (±0.0064)        | 0.00725                   | 0.184                     | ±0.00075 (±0.019)         | 0.0035                 | 0.0889                 | ±0.00025 (±0.0064)     |
| 29     | 0.01325                   | 0.3366                    | ±0.00025 (±0.0064)        | 0.00725                   | 0.184                     | ±0.00075 (±0.019)         | 0.003                  | 0.0762                 | ±0.00025 (±0.0064)     |
| 30     | 0.01225                   | 0.3112                    | ±0.00025 (±0.0064)        | 0.00625                   | 0.159                     | ±0.00075 (±0.019)         | 0.003                  | 0.0762                 | ±0.00025 (±0.0064)     |
| 31     | 0.01025                   | 0.2604                    | ±0.00025 (±0.0064)        | 0.00525                   | 0.133                     | ±0.00075 (±0.019)         | 0.0025                 | 0.0635                 | ±0.00025 (±0.0064)     |
| 32     | 0.00925                   | 0.2350                    | ±0.00025 (±0.0064)        | 0.00425                   | 0.108                     | ±0.00075 (±0.019)         | 0.0025                 | 0.0635                 | ±0.00025 (±0.0064)     |
| 33     | 0.00825                   | 0.2096                    | ±0.00025 (±0.0064)        | 0.00425                   | 0.108                     | ±0.00075 (±0.019)         | 0.002                  | 0.0508                 | ±0.00025 (±0.0064)     |
| 34     | 0.00725                   | 0.1842                    | ±0.00025 (±0.0064)        | 0.00325                   | 0.0826                    | ±0.00075 (±0.019)         | 0.002                  | 0.0508                 | ±0.00025 (±0.0064)     |

## Classificació pel color (ISO6009)
Aquesta mesura s'aplica principalment a les agulles, que venen marcades amb un color i un número, el diàmetre interior és indicat en gauge (correspon al nombre de catèters que entren en un cm²).

A la primera columna hi ha la classificació de les agulles disponibles en el mercat segons el sistema Pravazt; a la cinquena hi ha la llargària i a la darrera columna de la dreta hi ha el flux en ml/min. 
| Gauge d'agulles-cannula (números parells) i d'agulles-papallona (números senars) | Gauge d'agulles-cannula (números parells) i d'agulles-papallona (números senars) | Gauge d'agulles-cannula (números parells) i d'agulles-papallona (números senars) | Gauge d'agulles-cannula (números parells) i d'agulles-papallona (números senars) | Gauge d'agulles-cannula (números parells) i d'agulles-papallona (números senars) | Gauge d'agulles-cannula (números parells) i d'agulles-papallona (números senars) | Gauge d'agulles-cannula (números parells) i d'agulles-papallona (números senars) |
| Grandària en Gauge (G)                                                           | Color (ISO 6009)                                                                 | Diàmetre interior mm                                                             | Diàmetre extern mm                                                               | Llargària mm                                                                     | flux ml/min                                                                      |                                                                                  |
| -------------------------------------------------------------------------------- | -------------------------------------------------------------------------------- | -------------------------------------------------------------------------------- | -------------------------------------------------------------------------------- | -------------------------------------------------------------------------------- | -------------------------------------------------------------------------------- | -------------------------------------------------------------------------------- |
| 14                                                                               | taronja                                                                          | 1,74                                                                             | 2,2                                                                              | 45                                                                               | 325                                                                              |                                                                                  |
| 16                                                                               | gris                                                                             | 1,33                                                                             | 1,72                                                                             | 45                                                                               | 200                                                                              |                                                                                  |
| 18                                                                               | verd                                                                             | 1                                                                                | 1,34                                                                             | 45                                                                               | 100                                                                              |                                                                                  |
| 19                                                                               | blanc                                                                            |                                                                                  |                                                                                  |                                                                                  |                                                                                  |                                                                                  |
| 20                                                                               | rosa                                                                             | 0,79                                                                             | 1,12                                                                             | 32                                                                               | 58                                                                               |                                                                                  |
| 21                                                                               | verd                                                                             |                                                                                  |                                                                                  |                                                                                  |                                                                                  |                                                                                  |
| 22                                                                               | blau fosc                                                                        | 0,64                                                                             | 0,91                                                                             | 25                                                                               | 32                                                                               |                                                                                  |
| 23                                                                               | blau                                                                             |                                                                                  |                                                                                  |                                                                                  |                                                                                  |                                                                                  |
| 24                                                                               | groc                                                                             | 0,54                                                                             | 0,77                                                                             | 19                                                                               | 20                                                                               |                                                                                  |
| 25                                                                               | ataronjat                                                                        |                                                                                  |                                                                                  |                                                                                  |                                                                                  |                                                                                  |
| 26                                                                               | violeta                                                                          |                                                                                  |                                                                                  |                                                                                  |                                                                                  |                                                                                  |

| 16 | 1,6  |
| 18 | 1,2  |
| 19 | 1,1  |
| 20 | 0,9  |
| 21 | 0,8  |
| 22 | 0,7  |
| 23 | 0,6  |
| 25 | 0,5  |
| 26 | 0,45 |
| 27 | 0,41 |
| 30 | 0,30 |
| 32 | 0,26 |
| 33 | 0,24 |